# Italo Calvino
Italo Calvino, italijanski pisatelj, * 15. oktober 1923, Santiago de Las Vegas, † 19. september 1985, Siena.

## Življenje in delo
Italo Calvino se je rodil leta 1923 na Kubi. Njegova starša sta bila Italijana, zato se je družina leta 1925 preselila nazaj v Italijo, v San Remo, kjer je Calvino odraščal skupaj s svojim mlajšim bratom. Leta 1941 je začel študirati na fakulteti za kmetijstvo na Univerzi v Torinu. Med drugo svetovno vojno se je pridružil italijanskemu odporniškemu gibanju, zato študija agronomije ni končal. Po vojni se je odločil za študij književnosti, ki ga je dokončal leta 1947.
Delal je kot urednik pri založbi Einaudi in sodeloval pri urejanju mnogih revij in časopisov, med drugim tudi znanega političnega časopisa L'Unità. Ker ga je literatura zanimala že v mladosti, je kmalu po vojni začel pisati in objavljati svoja dela. Njegov prvi roman je izšel že leta 1947. Do leta 1957 se je tudi aktivno politično udejstvoval; nekaj časa je bil član Italijanske komunistične partije, iz katere je izstopil, ker se ni strinjal z njenimi nazori. Po tem se s politiko ni več aktivo ukvarjal. Veliko je potoval po Severni in Južni Ameriki. Leta 1964 se je poročil in preselil v Rim, naslednje leto pa je postal oče. Leta 1967 se je z družino preselil v Pariz, kar je bila pomembna prelomnica v njegovem življenju, saj sovpada z njegovimi začetki postmodernističnega pisanja. Tri leta kasneje se je z družino preselil nazaj v Rim. Leta 1986 bi moral imeti konferenco na Hardvardu, žal pa je umrl leto prej v bolnišnici v Sieni zaradi možganske kapi.
Najbolj znan je po svojih proznih besedilih – pisal je tako romane kot eseje, uredil in priredil pa je tudi zbirko italijanskih ljudskih pravljic. Velja za enega glavnih predstavnikov postmodernizma. Njegova zgodnejša dela vsebujejo tudi vplive neorealizma, v njegovih poznejših delih pa so očitni alegorični in fantazijski elementi. 

### Dela[10]
- Steza pajkovih gnezd (roman, 1947)
- Italijanske pravljice (zbirka italijanskih ljudskih pravljic, 1956)
- Baron na drevesu (roman, 1957)
- Neobstoječi vitez (roman, 1959)
- Marcovaldo (kratka proza, 1963)
- Kozmokomične (kratka proza, 1965)
- Nevidna mesta (kratka proza, 1972)
- Grad prekrižanih usod (kratka proza, 1973)
- Če neke zimske noči popotnik (roman, 1979)
- Palomar (kratka proza, 1983)
- Ameriška predavanja (zbirka predavanj, izšla po njegovi smrti leta 1988)